# 1535

## Събития
- Град Лима e основан от испанския конкистадор Франсиско Писаро.

## Родени
- 2 юни – Лъв XI, италиански папа
- 24 юни – Хуана Австрийска, испанска инфанта

## Починали
- 6 юли – Томас Мор, английски политик